# 3MB (プロレス)
スリー・エム・ビー（3MB / The Three Man Band）はアメリカ合衆国のプロレス団体WWEで活動していたプロレスラーのユニットである。

## メンバー
- ヒース・スレイター（Heath Slater）
- ジンダー・マハル（Jinder Mahal）
- ドリュー・マッキンタイア（Drew McIntyre）
- ホーンスワグル（Hornswoggle）[2014年4月15日加入]

## 来歴
2012年9月のヒース・スレイター対ブローダス・クレイの試合中、スレイターが劣勢になったところでドリュー・マッキンタイアとジンダー・マハルが乱入、3人がかりでクレイを叩きのめし、3MB（スリー・マン・バンド）の結成をアピール。以降、ロックスター調のコスチュームを用い、リング上でエア・ギターのパフォーマンスを行うなど、ロックバンドを模したヒールのユニットとして活動。
ザック・ライダー＆サンティーノ・マレラやウーソズなどを相手に勝利を続けていたが、同年12月のテーブルズ・ラダーズ・アンド・チェアーズにおいて、アルベルト・デル・リオ、ザ・ミズ、ブルックリン・ブロウラーに敗れて以降は勝ち星に恵まれず、2013年に入ってからはシェイマスやライバックなどを相手にハンディキャップマッチで敗退するなど、ジョバー軍団としてのポジションに甘んじた。
チーム・ヘル・ノーの保持していたWWEタッグチーム王座にも、主にスレイターとマッキンタイアのチームで何度か挑戦し、その後もWWEやNXTのタッグ王座戦線に絡んだが、タイトル奪取には至らなかった。2013年10月からは、ユニオン・ジャックス（The Union Jacks）やラインストン・カウボーイズ（The Rhinestone Cowboys）などとも名乗った。
2014年4月、エピコ&プリモのロス・マタドールズと抗争を展開。マスコットとしてホーンスワグルがヒールターンして加入し、マタドールズのミニ・エストレージャであるエル・トリートとの抗争も開始されたが、6月にマッキンタイアとマハルの退団がWWE.comにて発表され、3MBは自然消滅となった。

## 入場曲
- One Man Band
- More Than One Man